# Louis Ier de Chalon-Arlay
Pour les articles homonymes, voir Louis de Chalon et Louis Ier.
Louis Ier de Chalon-Arlay, mort Outremer en 1366, est un seigneur bourguignon et franc-comtois, issu de la maison de Chalon-Arlay.

## Biographie

### Origines
Louis est le fils de Jean II de Chalon-Arlay et de sa première épouse, Marguerite de Mello (cf. l'article Dreux V).
Il a un frère Jean, seigneur d'Auberive, et Hugues II, qui hérite de leur père des terres d'Arlay et de Nozeroy, ainsi que plusieurs sœur.

### Seigneur franc-comtois
Il hérite des fiefs en Comté d'Arguel (Argueil) et de Cuiseaux, et des bourguignons avec Vitteaux, Pisy (Pizy), L'Isle-sous-Montréal (sur-Serein) et Boussey (Boussay) .
En 1360, en compagnie de son frère Hugues, il soutient le comte de Montbéliard, Henri de Montfaucon, dans sa lutte contre les Grandes compagnies. Il s'attache particulièrement à la défense de Vitteaux et L'Isle sous Montréal.

### Mort durant l'expédition en Orient
Louis de Chalon-Arlay meurt outre mer, devant la ville de Mesembria, en 1366, lors de l'expédition du comte Amédée VI de Savoie contre les Turcs et les Bulgares, afin de secourir son cousin Jean V Paléologue,.
L'ouvrage Description de la Franche-Comté (1552) mentionnait pour date de sa mort le 6 décembre 1367, à Paris.

## Famille
En 1360, Louis épouse Marguerite de Vienne, dame de Lons en partie (le bourg St-Désiré), Montmorot et Pymont, fille de Philippe II ou III de Vienne, dont au moins deux fils :
- Jean III, héritier par son oncle Hugues II de la sirerie d'Arlay, prince d'Orange par mariage ;
- Henri, seigneur d'Arguel, Cuiseaux, Lormes, L'Isle-sous-Montréal, et Pierreperthuis. Il meurt lors de la bataille de Nicopolis le 11 septembre 1396.